# Heartbeat VIPS
Heartbeat VIPS was een kennisquiz van de AVRO die uitgezonden werd op Nederland 2. De quiz had geen presentator; een voice-over (Sipke Jan Bousema) begeleidde de kandidaten.

## Spel
Een kandidaat krijgt, afgesloten van de buitenwereld, een aantal vragen, waarbij de speeltijd afhankelijk is van zijn eigen hartslag(de kandidaat krijgt een hartslagmeter om voordat hij de studio in gaat): De kandidaat krijgt 400 hartslagen per vraag. Iedere vraag heeft tien antwoorden, waarvan er vijf goed zijn. De kandidaat moet raden welke vijf. Met behulp van twee telefoons kan er hulp ingeroepen worden van vrienden, kennissen, enzovoort. Hiervoor krijgt de kandidaat bij aanvang van het spel een lijst met telefoonnummers. Als de vijf juiste antwoorden geraden zijn, worden de niet-gebruikte hartslagen omgezet in geld voor de cashvraag. Bij iedere volgende vraag zijn de niet-gebruikte hartslagen meer geld waard. De kandidaat mag dan kiezen voor de volgende vraag of de cashvraag. Bij de cashvraag is er ook een vraag met tien antwoorden, maar dan weet de kandidaat niet van tevoren hoeveel antwoorden er goed zijn. Zodra de kandidaat alle goede antwoorden op de cashvraag raadt, krijgt hij/zij het bij elkaar gespeelde geld. De kandidaat mag bij de gewone vragen twee keer een fout antwoord geven en bij de derde keer is het GAME OVER. Bij de cashvraag is het na één fout antwoord al voorbij.
Het geld dat gewonnen wordt met de cashvraag gaat naar een van de goede doelen van de BankGiroLoterij. Dit goede doel mag door de kandidaat zelf gekozen worden.

## Vips
Bekende Nederlanders die meededen aan Heartbeat VIPS zijn onder andere: Ron Brandsteder, Bob Fosko, Gordon, Tanja Jess, Manuëla Kemp, Jan Siemerink, Victoria Koblenko, Emile Ratelband, Bettine Vriesekoop, Linda de Mol, Henk Schiffmacher,  Lucille Werner, Frans Molenaar en Angela Groothuizen.